# إروين شو
اروين شو (بالإنجليزية: Irwin Shaw) (و. 1913 – 1984 م) هو كاتب مسرحي، وكاتب سيناريو، وروائي، وكاتب، من الولايات المتحدة، ولد في نيويورك، توفي في دافوس، عن عمر يناهز 71 عاماً.

## التعليم
تعلم في مدراس بروكلين، والتحق بجامعة مدينة نيويورك، وتخرج منها عام 1934.

## حياته المهنية
عمل محررا في مجلة كلية بروكلين، وقام بتأليف بعض المسرحيات التي أخرجها فريق التمثيل بالكلية. بعد تخرجه من الجامعة كتب تمثيليات مسلسلة للإذاعة، وسيناريوهات سينمائية لهوليود، وقصص قصيرة للنشر في الصحف مثل: صحيفة إسكوا ير، والنيويوركر، ومجلة بيل.

## أعماله

### أعماله المسرحية
- ادفنوا الموتى (1936).
- المهذبون (1939).
- المدينة الهادئة (1939).
- القاتل (1945).[9]

### أعماله الروائية
- الأسود الصغيرة (1948).
- الهواء المضطرب (1951).
- لوس كراون (1956).
- اسبوعان في مدينة أخرى (1960).
- الحب في شارع مظلم (1965).
- خبز على الماء (1981).
- خسائر مقبولة (1982).[10]

### أعماله القصصية
- البحار الراحل (1940).
- الصحبة (1950).[9]

## وصلات خارجية
- إروين شو على موقع IMDb (الإنجليزية)
- إروين شو على موقع الموسوعة البريطانية (الإنجليزية)
- إروين شو على موقع مونزينجر (الألمانية)
- إروين شو على موقع ألو سيني (الفرنسية)
- إروين شو على موقع تيرنر كلاسيك موفيز (الإنجليزية)
- إروين شو على موقع أول موفي (الإنجليزية)
- إروين شو على موقع قاعدة بيانات برودواي على الإنترنت (الإنجليزية)
- إروين شو على موقع قاعدة بيانات الأفلام السويدية (السويدية)
- إروين شو على موقع إن إن دي بي (الإنجليزية)
- إروين شو على موقع ديسكوغز (الإنجليزية)